# Antonio Negri
Antonio Negri (Pàdua, 1 d'agost de 1933 - París, 16 de desembre de 2023), també conegut com a Toni Negri, va ser un politòleg i pensador postmarxista italià. Catedràtic de Teoria de l'Estat a la Universitat de Pàdua, va ser un dels intel·lectuals marxistes més influents de la segona meitat del segle xx.

## Biografia
Fill d'un pare comunista assassinat pel règim feixista de Benito Mussolini, Negri va combinar la lucidesa intel·lectual amb l'activisme polític, la teoria amb la praxi. Durant els anys de plom, essent un jove professor de Ciències Polítiques a Pàdua, fou membre inicialment del grup radical Potere Operaio i posteriorment del grup Autonomia Operaia, un moviment antiautoritari que, a més de per mitjà de la revolta estudiantil, s'articulava a partir de les mobilitzacions fabrils com a vivència i resistència a la cadena de muntatge. Als anys 1970, aquells grups obreristes van vincular-se amb les noves subjectivitats sorgides arran de les revoltes del Maig del 68 i l'inici del capitalisme postindustrial, connectant amb el rebuig frontal del treball assalariat i amb les noves pràctiques autònomes que trencaven amb la idea clàssica de socialisme i de partit polític.

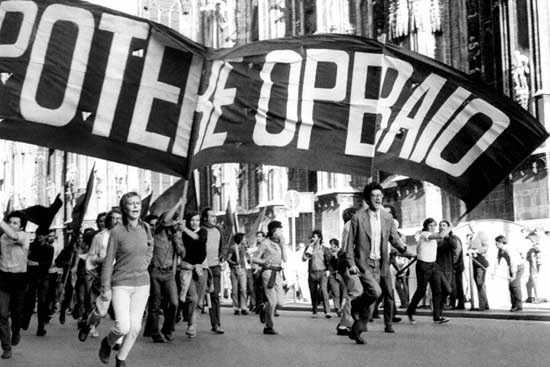
Manifestació de Potere Operaio a Milà

Negri escrigué conjuntament amb altres treballadors i estudiants vinculats al moviment autònom durant els anys 1960 i 1970 com ara Raniero Panzieri, Mario Tronti, Sergio Bologna, Romano Alquati, Mariarosa Dalla Costa i Franco Berardi. Més endavant escrigué per a Romano Alquatia Futur Antérieur amb gent com Paolo Virno. És conegut, però, principalment per ser el coautor, conjuntament amb Michael Hardt, d'Empire, publicat l'any 2000.
Negri fou declarat culpable i empresonat sota els càrrecs de ser, ell i la seva obra, «culpables morals» d'actes de violència, a causa de la seva defensa de la insurrecció armada contra l'Estat italià durant els anys 1960 i 1970, i va ser condemnat per «associació subversiva». Se'l va considerar membre de les Brigades Roges i se'l va acusar d'haver participat en la preparació de l'assassinat el 1978 del primer ministre italià Aldo Moro. El 1983, mentre encara estava a la presó, fou elegit diputat pel Partit Radical de Marco Pannella i fou alliberat sobre la base del principi d'immunitat parlamentària. Aleshores s'exilià a l'Estat francès on residí durant 14 anys i va esdevenir professor de la Universitat París 8 i del Col·legi Internacional de Filosofia. El 1997 retornà voluntàriament a Itàlia i fou empresonat de nou per acabar de complir la seva condemna que es va veure reduïda de 30 a 13 anys. L'any 2003, va aconseguir la llibertat total si bé va ser inhabilitat per exercir càrrecs públics i per a exercir la docència.
La prolífica, iconoclasta, cosmopolita, original i sovint també densa i difícil obra filosòfica de Negri, cerca els punts crítics de la major part dels moviments intel·lectuals del segle xx i els posa al servei d'una nova anàlisi marxista del capitalisme. La controvertida tesi d'Empire, que la globalització dels mercats mundials duta a terme des de finals dels anys 1960 ha produït un desenvolupament sense precedents del que anomena «l'absorció real de l'existència social per part del capital», toca directament i amb força un bon nombre de temes relacionats amb l'economia xarxa, la globalització i la societat de la informació, per la qual cosa obtingué una gran repercussió des del mateix moment en què fou publicada l'any 2000.

## Empire

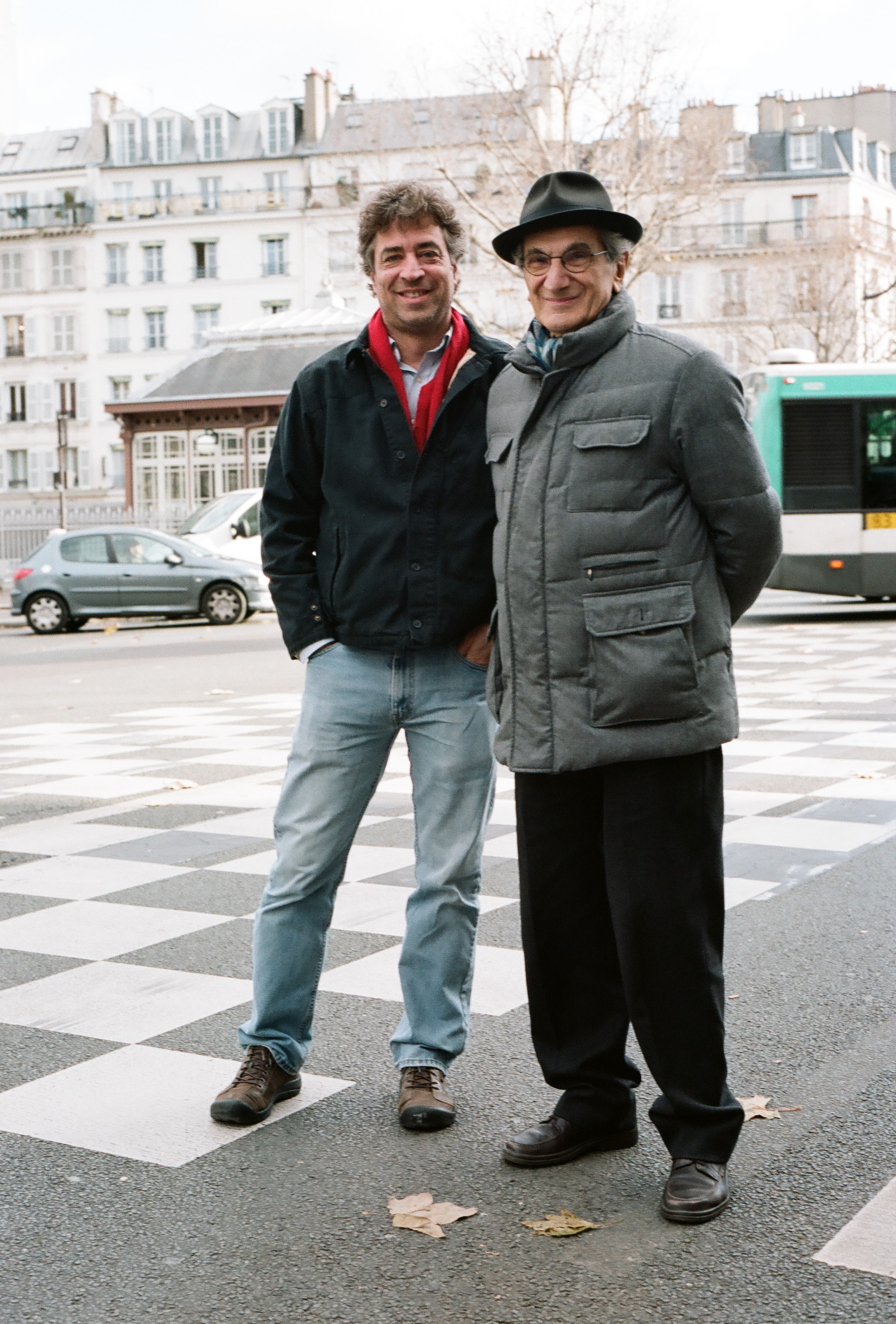
Michael Hardt i Toni Negri el 2013

La tesi central de l'obra Empire, segons la qual l'estat nació ha retrocedit com a formació política primària per a deixar lloc a un mecanisme global de poder difús i descentralitzat, el qual ell anomena precisament «imperi», ha sofert nombroses crítiques, especialment a partir del rol agressiu i unilateralista adoptat pels Estats Units d'Amèrica a partir dels atemptats de l'11 de setembre de 2001.
La influència d'Empire va anar en augment des de la seva publicació i va servir de font d'inspiració per a molts projectes contestataris arreu del món entre els quals destaquen noborders, Libre Society, KEIN.ORG, NEURO-networking europe i D-A-S-H.
La continuació d'Empire, titulada Multitude, fou publicada l'agost de 2004, on analitza els subjectes socials capaços de construir una «democràcia global» com a alternativa a la catàstrofe, incloent-hi el col·lapse ecològic, causada pel domini econòmic i bèl·lic de l'imperi, un nou ordre, la «societat fàbrica», sense centre ni límits que suspèn la història per a presentar-se com a etern i capaç de governar la vida social sencera. Un enorme poder d'opressió en què veia noves formes d'alliberament en les forces creatives de la multitud que sostenia l'imperi, que havien de protagonitzar noves lluites i inventar noves formes de democràcia, i que va influir en moviments com Occupy Wall Street o el 15-M.
Potser el millor resum del projecte de Negri ve del crític neoliberal John Reilly, que va considerar Empire «un esquema postmodern per a derrocar La ciutat de Déu». De fet, la relació que tingué Negri amb els moviments de treballadors catòlics i amb la teologia de l'alliberament a principis dels anys 1950 deixà una profunda marca en el seu pensament. Una de les seves darreres obres, Time for Revolution (2003), es basa en temes tractats per Agustí d'Hipona i Baruch Spinoza i pot ser descrita com un intent de trobar la «ciutat de Déu» sense l'ajuda d'«il·lusions transcendentals» ni de la «teologia del poder» de la qual ell troba trets en pensadors tan allunyats com Martin Heidegger i John Maynard Keynes, tot estenent i corregint la crítica de Karl Marx a la ideologia com a «falsa consciència».

## Pensament
Entre els temes centrals de l'obra de Toni Negri figuren el marxisme, l'antiglobalització, l'anticapitalisme, el postmodernisme, el neoliberalisme, la democràcia i la «massa». Negri va reconèixer la influència de Michel Foucault, David Harvey (especialment de l'obra The condition of postmodernity de 1989), Fredric Jameson (i l'obra Postmodernism, or, the cultural logic of late capitalism de 1991) i de l'obra de Gilles Deleuze i Félix Guattari L'Anti-Œdipe – Capitalisme et schizophrénie.
L'obra de Negri intenta revisar en termes crítics alguns dels principals corrents intel·lectuals de la segona meitat del segle xx, posant-los al servei d'una nova anàlisi marxista del capitalisme. Aplegant la lliçó de Michel Foucault i les seues anàlisis sobre el biopoder, així com les aportacions de l'esquizoanàlisi de Gilles Deleuze i Félix Guattari, durant la dècada del 1980, durant els anys d'exili i relativa clandestinitat a París, Negri va reformular els seus plans d'investigació i de pensament elaborant les bases de la definició d'una nova figura del «treball viu» de Marx, adequada en un sentit ontològic a les noves dimensions completament socials de la producció, la cooperació i el poder de comandament. Esta figura, prospectiva i estratègica, a més de conceptual, és la «multitud».
La tesi central de la seua obra Empire, estableix que l'estat nació ha perdut el seu paper central com a formació política primària per a deixar lloc, en un sentit tendencial i no exempt de catàstrofes, a un mecanisme global de poder difús i descentralitzat, denominat precisament «imperi». En l'obra, els actors ocults que han impulsat eixes transformacions del poder i la sobirania han sigut les lluites de la classe obrera i dels subjectes postcolonials, és a dir, les dimensions transestatals de la producció i el conflicte en les dimensions del mercat mundial han conduït a un «interregne», açò és, a un àmbit en xarxa del poder mundial, l'imperi, justament, en el que distints actors (monàrquics, com és el cas dels EUA, aristocràtics, com alguns estats nació i les grans corporacions multinacionals, i democràtics, com és el cas de les ONG o els mitjans de comunicació de masses) donen forma a una constitució imperial, basada en un poder en xarxa. Les seues tesis han suscitat ingents polèmiques, particularment a partir del rol agressiu i unilateralista adoptat pels EUA a partir de l'atac terrorista al World Trade Center de Nova York de 2001. Entre les seues obres anteriors, dues de les més importants són segurament L'anomalia selvaggia (1982), on planteja una interpretació original sobre la figura de Baruch Spinoza, i Marx más allá de Marx (1996), una sèrie de lliçons sobre els Grundrisse, el cos de manuscrits que Karl Marx va escriure com a preparació per a El capital.
El 2005 va manifestar una impopular posició dins de l'esquerra radical europea defenent el «Sí» en el referèndum sobre la Constitució Europea en diversos articles i entrevistes, participant així mateix, junt amb Daniel Cohn-Bendit, en un acte del Partit Socialista francès. Negri va considerar que la Constitució Europea era positiva per a disminuir el pes dels estats nació i per a augmentar el pes d'Europa. Pot trobar-se una defensa d'Europa en el seu llibre Europa y el Imperio (2005), alertant posteriorment de dinàmiques feixistes en el seu si si aquesta no es construeix a partir del procomú «articulant les respostes en funció dels problemes socials i reconeixent la pluralitat dels agents a fi de garantir la llibertat i afavorir una dialèctica de contrapoder que asseguri que les coses funcionen i s'evitin els abusos».